# Far de Punta Nati
Der Far de Punta Nati ist ein Leuchtturm (katalanisch Far) auf dem Nordwest–Kap von Menorca, etwa fünf Kilometer nördlich von Ciutadella.
Nachdem sich wiederholt Schiffsunfälle in diesem Seegebiet ereigneten, gab der Untergang des französischen Passagierschiffs Général Chanzy am 9. Februar 1910 den entscheidenden Anstoß zum Bau des Leuchtturms. Mit dem Entwurf wurde der spanische Ingenieur und Baumeister Mauro Serret (1872–1945) beauftragt. Die Bauarbeiten für den 19 m hohen Turm und die U-förmig angeordneten Wohngebäude begannen am 5. Juli 1912. Nach einer Bauzeit von 14 Monaten ging das Leuchtfeuer am 1. September 1913 in Betrieb.
Das Leuchtfeuer zeigt als Kennung alle 20 Sekunden eine Gruppe aus drei und einem weißen Blitz (Fl(3+1)W.20s), der rechtweisend von 039–162 Grad zu sehen ist und eine Tragweite von 16 Seemeilen hat. Im Leuchtfeuerverzeichnis Mittelmeer ist es unter der Nummer E-0348 verzeichnet.